# Sălsig
Sălsig – wieś w Rumunii, w okręgu Marmarosz, w gminie Sălsig. W 2011 roku liczyła 1641 mieszkańców.